# Alfred zu Erbach-Fürstenau (Politiker, 1905)

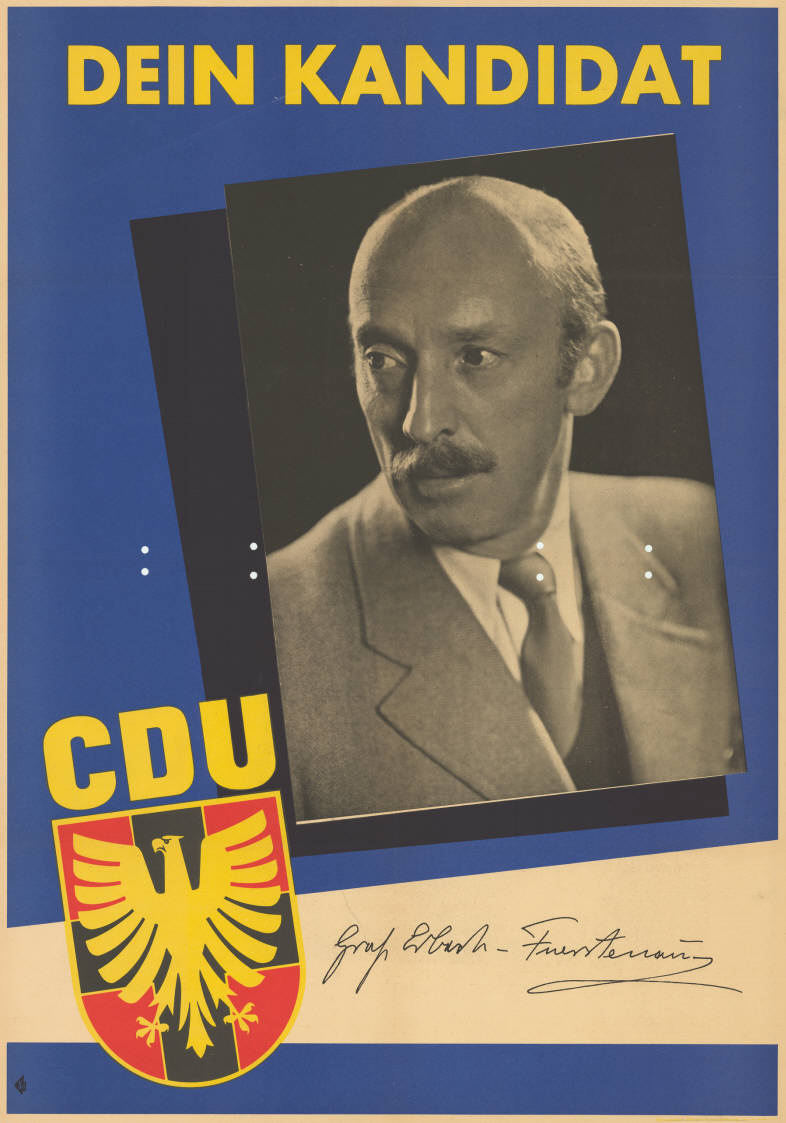
Wahlplakat (1954)

Ludwig Gustav Otto Hermann Arthur Elias Raimund Alfred Graf zu Erbach-Fürstenau (* 11. April 1905 in Fürstenau; † 30. Juli 1988 ebenda) war ein deutscher Politiker (CDU) und ehemaliger Abgeordneter des Hessischen Landtags.

## Familie, Ausbildung und Beruf
Alfred Graf zu Erbach-Fürstenau entstammt dem Adelsgeschlecht Erbach-Fürstenau. Sein Vater, Adalbert Graf zu Erbach-Fürstenau war der letzte Graf zu Erbach-Fürstenau, der als Standesherr Mitglied der ersten Kammer der Landstände des Großherzogtums Hessen war. Seine Mutter war Elisabeth Prinzessin zu Salm-Horstmar.
Alfred zu Erbach-Fürstenau erhielt zunächst Privatunterricht und besuchte dann das Humanistische Gymnasium und legte dort 1923 das Abitur ab. Anschließend studierte er an der Technischen Hochschule Darmstadt und beendete das Studium 1927 als Ingenieur. 1927 bis 1928 arbeitete er als Ingenieur bei Siemens & Halske in Berlin. Dezember 1928 schied er bei Siemens aus und übernahm das elterliche Hausgut, durch Verzicht seines Vaters war er ab 9. Dezember 1928 auch Chef des Hauses Erbach-Fürstenau. Gleichzeitig studierte er an der Universität Berlin Rechtswissenschaften. 1930 übernahm er die Verwaltung des eigenen Besitzes. September 1939 bis Dezember 1947 arbeitete er als angestellter Ingenieur in São Paulo (Brasilien). Von Dezember 1947 bis März 1948 war er in Deutschland, ab September 1949 wieder in Brasilien als selbständiger Ingenieur und Importkaufmann tätig. Von November 1949 bis April 1950 arbeitete er für BMW in Brasilien in der Marktforschung. Danach lebte er wieder in Deutschland.
In erster Ehe heiratete er am 13. September 1926 in Berlin Maria-Domina von Maltitz (1904–1997). Aus dieser 1977 geschiedenen Ehe gingen drei Töchter hervor:
- Eleonore, * 10. Juni 1927; verheiratet van de Roemer
- Elisabeth, * 17. Juni 1929; verheiratet Gräfin zu Erbach-Fürstenau ab 1950 mit Eugen Graf zu Erbach-Fürstenau (1923–1987), dem ältesten Vetter Alfreds zu Erbach-Fürstenau. Ihr ältester Sohn Raimund Graf zu Erbach-Fürstenau (1951–2017) folgte dem Großvater mütterlicherseits, Alfred, am 30. Juli 1988 als Chef des Hauses Erbach-Fürstenau nach[2] und war zuletzt Senior des Gesamthauses Erbach.
- Maria-Angelica, * 17. Dezember 1941; verheiratet (geschieden) Riedesel Freifrau zu Eisenbach

Am 17. September 1977 heiratete Alfred zu Erbach-Fürstenau in Michelstadt in zweiter Ehe Marie-Esther von Puttkamer (1903–1983).

## Politik
Alfred Graf Erbach-Fürstenau war seit 1953 Mitglied der CDU. Für seine Partei war er vom 14. Juli 1956 (als Nachrücker für Hans Steinmetz) bis zum 30. November 1958 Mitglied des Hessischen Landtags in der 3. Wahlperiode.
Er war Vorsitzender des Forstpolitischen Ausschusses des Hessischen Waldbesitzerverbandes.